# Halže
Halže (németül: Hals) község Csehországban, Tachov városától 6 km-re északra a Pilseni kerület Tachovi járásában.
2006. október 3-i adat alapján a településen 281 ház és 943 lakos élt. Pilsentől 60 km-re nyugatra, Marienbadtól 20 km-re délre fekszik. A község 596 m átlagos tengerszint feletti magasságban fekszik a Cseh-Erdő hegységben. A községtől délre az egykor létező Lučina (németül: Sorghof) falu helyén ivóvíztározót építettek ki.

## Halže község
Halže község négy részből áll: Branka (németül: Galtenhof), Svobodka (németül: Frauenreith), Horní Výšina (németül: Ringelberg) és Halže (németül: Hals).
Postai irányítószáma 348 16.

## Története
Halže (Hals) első említése 1479-ből származik, bár feltételezések szerint a község régebbi eredetű. 1529-ben egy erőd is állhatott a községben. 1644-ben Husmann tachovi uradalom birtokosa a falut a světcei pálosoknak adta. 1787 után a község önállósul. Ezt követően tulajdonosai gyorsan cserélődnek.  1799 és 1800 között épül János evangélista és Szent Pál tiszteletére szentelt templom. 1887-ben a halsi uradalmat Wehrheimi Landewehrek szerzik meg, akik a községet 1945-ig birtokolták. 1930-ban a négy településen lakók száma:
Halže (Hals): 730, ebből 715 német, 8 cseh, 3 zsidó, 4 idegen.

Branka (Galtenhof): 513

Horní Výšina (Ringelberg): 576

Svobodka (Frauenreith): 904

## Műemlékek
A község legjelentősebb emlékei közé tartozott a kastély a Szent Család-kápolnával, amelyet 1873-ban neoreneszánsz stílusban átépítettek, majd 1906-ban bővítettek, az egykori kastélyhoz szépen rendezett park tartozott. A kastély az 1950-es évek közepén kiégett, 1966-ban pedig lebontották.
A Szent János és Szent Pál templom von Wunderbaldinger Edler Ferenc birtokos költségein épült, 1800-ban szentelték fel. A templom tornyát, mely kocka alakú faragott kövekből készült öt évvel később építették. A templom egyes emlékeit az egykori světcei pálos kolostorból hozták el.
1855-ben épült a halsi Nepomuki Szent János-kápolna, amelynek maradványai a falutól délkeletre, egy dombon találhatóak. Alatta egy réten rejtőzik a Szent Kereszt-kápolna a Landwehr család kriptájával. A Szent Kereszt-kápolna a kriptával együtt 1888-ban épült, ma már igencsak romos állapotban van.
Történelmi emléket képvisel a halžei temető is régi sírjaival, amelynek sírköveit a helyi kőfejtőben készítették.

## Településrészek

### Branka(Galtenhof)
Branka (németül: Galtenhof) első említése 1663-ból származik. Az egykori község a határmenti erdőség mellett feküdt, a Tachovból Pavlův Studenecbe és Barnauba vezető út mentén. A települést 1663-ban még a helyi Irlweiher halastó nevén emlegették, később 1713 előtt kapta a Galtenhof (Marhaudvar) nevet, amikor itt szarvasmarha tenyésztés indult meg. Cseh nevét csak 1945-ben kapta a község. 1713-ban még csak 9 telepese volt, 1938-ban már 513. Lakóit 1945 után kitelepítették.

### Horní Výšina(Ringelberg)
Horní Výšina (németül: Ringelberg) először a tereziánus kataszteri felmérésben jelenik meg 1713-ban. Már a 17. századi anyakönyvek említést tesznek erdei házakról és „waldhauslerekről” erdőben élő emberekről, akik az egykori települések (Galtenhof, Ringelberg) helyén élhettek. Az 1930-as csehszlovák népszámlálás szerint a településen 110 ház és 576 lakos élt. A település elrendezése alapján azonban nem is falu volt, hanem inkább major, mivel a házak szórtan, egymástól viszonylag távol helyezkedtek el. A községtől északra álltak A hameri házak, melyek neve utalt a Hals környékén 1838-ban található uradalmi vasöntödére. A község ezen északi része teljesen elpusztult. A mai község az egykorinak csak egy kis része. A településen több kőkereszt található.

### Svobodka(Frauenreith)
Svobodka (németül: Frauenreith) első említése 1365-ből származik. A község a Lučina víztározó mellett feküdt, Tachovtól 3 km-re. A Frauenreith névvel először 1555-ben találkozunk a tachovi urbáriumban. Stocklow és Lanzendorfer véleménye szerint Svobodka eredeti neve Ronrojt volt, és keletkezését 1365 elé tehetjük. Az egész középkor alatt a község Tachovhoz tartozott. 1830-ban készült a frauenreithi Nepomuki Szent János szobor, melyet Georg Bohm népi kőfaragó készített, aki Frauenreithben született 1789-ben. A szobor a falu Tachov felőli végénél van. Svobodka egyetlen utcából álló hosszúkás telelpülés. A település egyetlen jelentős vállalkozása Fleischner és Adalbert zsidó cég által épített üvegcsiszoló. 1906-ban ezt a vállalatot vette meg Krohou, aki fafeldolgozó üzemet létesített belőle. 1938-ban 56 háza és 302 lakosa volt.

## Élővilág
A település környékén mocsaras táj található, ahol több halastó is van, jellegzetes és ritka növény és állatfajokkal.

## Itt született
Thomas Windisch – építész és zeneszerző

## Népesség
A település népessége az elmúlt években az alábbi módon változott:
| Lakosok száma | 2863 | 2427 | 2404 | 636  | 674  | 899  | 962  | 941  | 967  | 1078 |
|               | 1869 | 1890 | 1921 | 1950 | 1980 | 2001 | 2017 | 2019 | 2022 | 2024 |

## Külső hivatkozás
- Halže község internetes oldala